# Рожнівська сільська територіальна громада
Рожнівська сільська територіальна громада — територіальна громада в Україні, в Косівському районі Івано-Франківської області. Адміністративний центр — село Рожнів.
Площа громади — 101,5 км², населення — 12 257 мешканців (2018).
Утворена 6 березня 2017 року шляхом об'єднання Кобаківської, Рожнівської та Химчинської сільських рад Косівського району.
11 вересня 2018 року внаслідок добровільного приєднання до громади приєдналася Рибненська сільська рада.

## Населені пункти
До складу громади входять 4 села: Кобаки, Рибне, Рожнів та Хімчин.